# 沙尔皮利什
沙尔皮利什，是匈牙利托尔瑙州所辖的一个村，总面积21.70平方公里，总人口691，人口密度31.8人/平方公里（2010年1月1日）。